# Jean-Baptiste De Cuyper
Pour les articles homonymes, voir De Cuyper.
Jean-Baptiste De Cuyper (en néerlandais : Jan Baptist De Cuyper), né à Anvers le 13 mars 1807 et mort à Anvers le 26 avril 1852, est un sculpteur belge.
Né à Anvers, il étudie d'abord avec le sculpteur Jakob Johan Van der Neer (1757–1838), avant de devenir l'un des meilleurs élèves du sculpteur Mathieu-Ignace Van Brée à l'Académie d'Anvers. Les monuments, statues et bustes qu'il a créés, très appréciés de ses contemporains, ont été installés dans de nombreuses villes de Belgique, des Pays-Bas, de France, de Grande-Bretagne et des États-Unis.

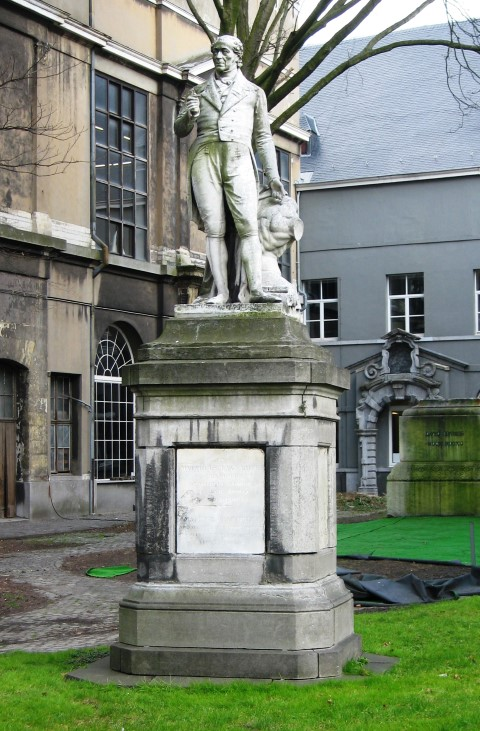
Statue de Matthieu Van Brée, dans le jardin de l'Académie d'Anvers

Son œuvre la plus célèbre est la statue de son professeur van Bree (1849, dévoilée en 1852), dans le jardin de l'Académie d'Anvers,.
On peut également noter des statues de Aaron et Melchisedek (1835), au béguinage, ou Amor enchaîné, au Musée royal des Beaux-Arts. Au Salon de Bruxelles de 1836, grâce à La Justice protégeant l'Innocence, il obtient une médaille de bronze.
Son frère Léonard De Cuyper est également sculpteur.
Jean-Baptiste De Cuyper est enterré au cimetière Saint-Frédégand (Sint-Fredegandus) de Deurne.